# Byrapura, Chiknayakanhalli
Byrapura là một làng thuộc tehsil Chiknayakanhalli, huyện Tumkur, bang Karnataka, Ấn Độ.